# پوشمارک
پوشمارک (انگلیسی: Poshmark) شرکت تجارت الکترونیک آمریکایی است، که در سال ۲۰۱۱ تأسیس شد.